# Leichtathletik-Weltmeisterschaften 2009/1500 m der Frauen

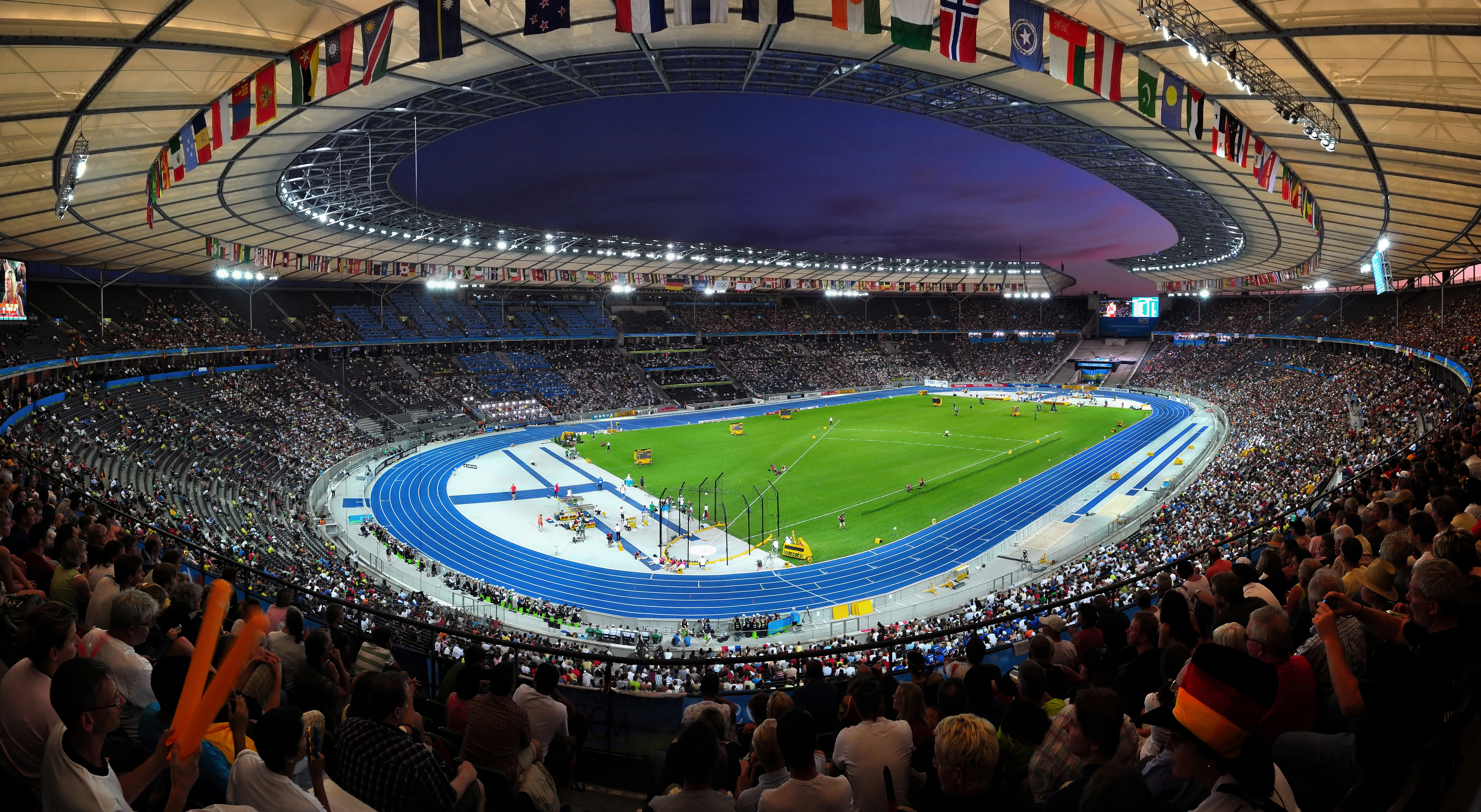
Das Berliner Olympiastadion während der Leichtathletik-Weltmeisterschaften

Der 1500-Meter-Lauf der Frauen bei den Leichtathletik-Weltmeisterschaften 2009 wurde vom 18. bis 23. August 2009 im Olympiastadion der deutschen Hauptstadt Berlin ausgetragen.
Weltmeisterin wurde die Titelverteidigerin Maryam Yusuf Jamal aus Bahrain, die bei den Asienspielen 2006 die Rennen über 800 und 1500 Meter gewonnen hatte. Silber ging an die Britin Lisa Dobriskey. Rang drei belegte die US-Amerikanerin Shannon Rowbury.
Im Finale kam es bedingt durch die Ausrichtung auf den Spurt wie auch in allen anderen Rennen zu sehr engen Abständen. Die Athletinnen auf den Rängen eins und zwei waren nur durch eine Hundertstelsekunde voneinander getrennt.

## Bestehende Rekorde
| Weltrekord | 3:50,46 min | Qu Yunxia          | Peking, Volksrepublik China  | 11. mineptember 1993 |
| WM-Rekord  | 3:58,52 min | Tatjana Tomaschowa | WM 2003 in Paris, Frankreich | 31. August 2003      |

Der bestehende WM-Rekord wurde bei diesen Weltmeisterschaften nicht eingestellt und nicht verbessert. Alle Rennen wurden in mäßigem Tempo gelaufen und waren alleine auf den Spurt zugeschnitten. Die schnellste Zeit wurde mit 4:03,64 min im ersten Halbfinale durch die spätere Weltmeisterin Maryam Yusuf Jamal erzielt.
Es wurde ein Landesrekord aufgestellt:
- 4:30,56 min – Francine Nzilampa (Demokratische Republik Kongo), dritter Vorlauf am 18. August

## Doping
Dieser Wettbewerb war von gleich vier Dopingfällen belastet:
- Natalja Jewdokimowa, Russland – zunächst Achte. Ihr wurden in einem Bluttest verbotene Substanzen nachgewiesen und sie erhielt eine vierjährige Sperre, die am 14. April 2016 begann. Alle ihre zwischen dem 17. August 2009 und 29. Mai 2012 erzielten Ergebnisse wurden gestrichen.[2]
- Mariem Alaoui Selsouli, Marokko – für das Finale qualifiziert, dort jedoch nicht gestartet. Sie wurde positiv auf Erythropoetin (EPO) getestet, sodass ihr Resultat annulliert wurde. Außerdem wurde sie für zwei Jahre gesperrt. Am 6. Juli 2012 gab es einen zweiten positiven Dopingtest, bei dem das verbotene Mittel Furosemid gefunden wurde. Dies zog eine Sperre von acht Jahren beginnend am 12. Juli 2012 nach sich.[3]
- Anna Alminowa, Russland – im Halbfinale ausgeschieden. Sie kam nach ihrem später wegen Verstoßes gegen die Antidopingbestimmungen aberkannten Sieg bei den Halleneuropameisterschaften 2009 zunächst mit einer dreimonatigen Sperre davon. Entschieden wurde das im Jahr 2010, die Sperre endete am 8. Juli 2010. Doch sie wurde noch ein zweites Mal erwischt. Nun ging es um nicht nachvollziehbare Unregelmäßigkeiten in ihrem Biologischen Pass. Die Athletin erhielt eine Sperre von zwei Jahren und sechs Monaten – 16. Januar 2011 bis 15. Mai 2014. Außerdem wurden alle ihre seit dem 16. Februar 2009 erzielten Ergebnisse annulliert.[4]
- Alemitu Bekele, Türkei – im Vorlauf ausgeschieden. Ihr Biologischer Pass wies nicht akzeptable Unregelmäßigkeiten auf. Dies hatte für sie eine vierjährige Sperre bis zum 14. Februar 2016 zur Folge. Ihre vom 17. August 2009 an erzielten Resultate wurden gestrichen. Auch ihr hier über 5000 Meter erzielter dreizehnter Platz war von der Streichung betroffen.[5]

Es gab fünf durch die gedopten Sportlerinnen benachteiligte Läuferinnen.
- Athletinnen, denen die Finalteilnahme verwehrt blieb:
  - Viola Jelagat Kibiwot, Kenia – eigentlich qualifiziert über die Zeitregel
  - Nikki Hamblin, Neuseeland – eigentlich qualifiziert über ihre Platzierung
- Athletinnen, die über die Zeitregel am Halbfinale hätten teilnehmen können:
  - Oxana Sbroschek, Russland
  - Charlene Thomas, Großbritannien
  - Adrienne Herzog, Niederlande

## Vorrunde
Die Vorrunde wurde in drei Läufen durchgeführt. Die ersten sechs Athletinnen pro Lauf – hellblau unterlegt – sowie die darüber hinaus sechs zeitschnellsten Läuferinnen – hellgrün unterlegt – qualifizierten sich für das Halbfinale.
Es qualifizierten sich allerdings zwei zusätzliche Läuferinnen für die Halbfinalrennen. Im ersten Vorlauf war die spätere Bronzemedaillengewinnerin US-Amerikanerin Shannon Rowbury behindert worden, im zweiten erging es der Französin Hind Dehiba Chahyd ebenso. Beide Wettbewerberinnen erhielten deshalb eine Startberechtigung für das Halbfinale, obwohl sie sich dafür nach den vorgegebenen Regeln eigentlich nicht qualifiziert hatten.

### Vorlauf 1

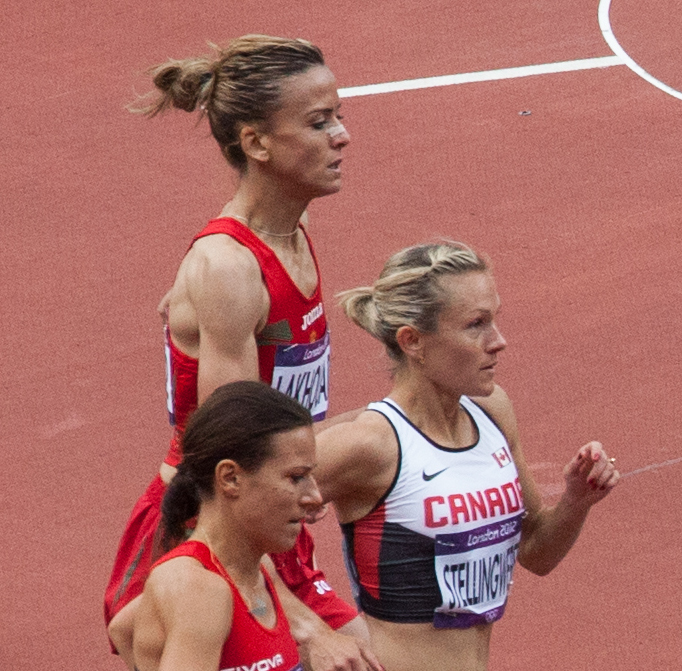
Marina Munćan (im Vordergrund) – Rang elf in 4:15,18 min
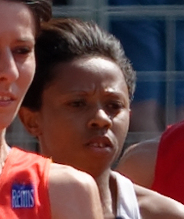
Eliane Saholinirina (rechts) Rang 12 in 4:16,63 min

18. August 2009, 12:05 Uhr
| Platz | Name                   | Nation         | Zeit (min)                                         |
| ----- | ---------------------- | -------------- | -------------------------------------------------- |
| 1     | Maryam Yusuf Jamal     | Bahrain        | 4:08,76                                            |
| 2     | Nuria Fernández        | Spanien        | 4:08,79                                            |
| 3     | Meskerem Assefa        | Äthiopien      | 4:08,86                                            |
| 4     | Iryna Lischtschynska   | Ukraine        | 4:08,95                                            |
| 5     | Irina Krakowiak        | Litauen        | 4:08,96                                            |
| 6     | Viola Jelagat Kibiwot  | Kenia          | 4:09,18                                            |
| 7     | Lidia Chojecka         | Polen          | 4:09,38                                            |
| 8     | Oxana Sbroschek        | Russland       | 4:09,84 eigentlich für das Halbfinale qualifiziert |
| 9     | Charlene Thomas        | Großbritannien | 4:09,91 eigentlich für das Halbfinale qualifiziert |
| 10    | Shannon Rowbury        | USA            | 4:10,30 für das Halbfinale zugelassen              |
| 11    | Marina Munćan          | Serbien        | 4:15,18                                            |
| 12    | Eliane Saholinirina    | Madagaskar     | 4:16,63                                            |
| 13    | Eva Pereira            | Kap Verde      | 5:04,95                                            |
| DOP   | Mariem Alaoui Selsouli | Marokko        | für das Halbfinale zugelassen                      |

### Vorlauf 2
18. August 2009, 12:14 Uhr
| Platz | Name                | Nation         | Zeit (min)                            |
| ----- | ------------------- | -------------- | ------------------------------------- |
| 1     | Gelete Burka        | Äthiopien      | 4:07,75                               |
| 2     | Natalia Rodríguez   | Spanien        | 4:07,84                               |
| 3     | Lisa Dobriskey      | Großbritannien | 4:07,90                               |
| 4     | Anna Willard        | USA            | 4:08,13                               |
| 5     | Btissam Lakhouad    | Marokko        | 4:08,21                               |
| 6     | Mimi Belete         | Bahrain        | 4:08,36                               |
| 7     | Nikki Hamblin       | Neuseeland     | 4:09,60                               |
| 8     | Hind Dehiba Chahyd  | Frankreich     | 4:11,41 für das Halbfinale zugelassen |
| 9     | Tamara Twerdostup   | Ukraine        | 4:13,36                               |
| 10    | Susan Kuijken       | Niederlande    | 4:18,10                               |
| 11    | Irene Jelagat       | Kenia          | 4:27,36                               |
| 12    | Aldy Villalobos     | Nicaragua      | 4:50,55                               |
| DOP   | Natalja Jewdokimowa | Russland       | für das Halbfinale zugelassen         |
| DOP   | Alemitu Bekele      | Türkei         |                                       |

Im zweiten Vorlauf ausgeschiedene Läuferinnen:

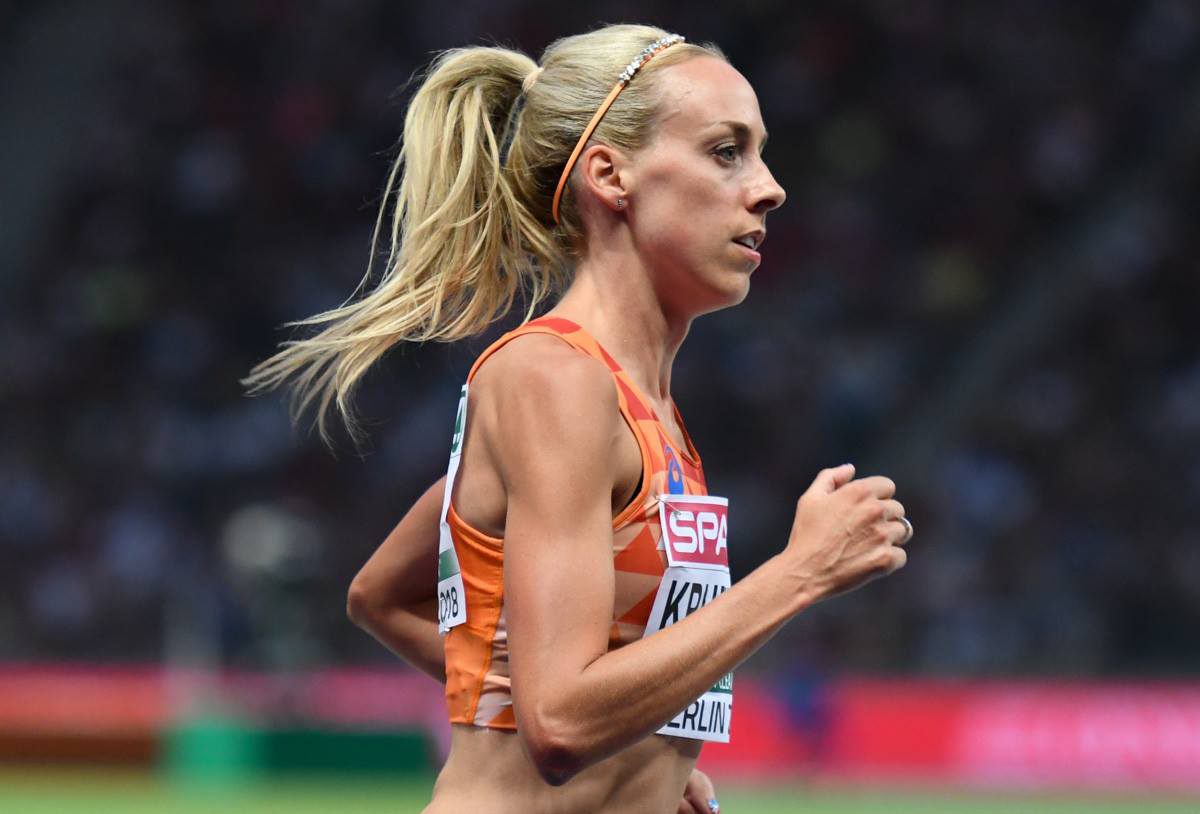
Susan Kuijken Rang zehn in 4:18,10 min
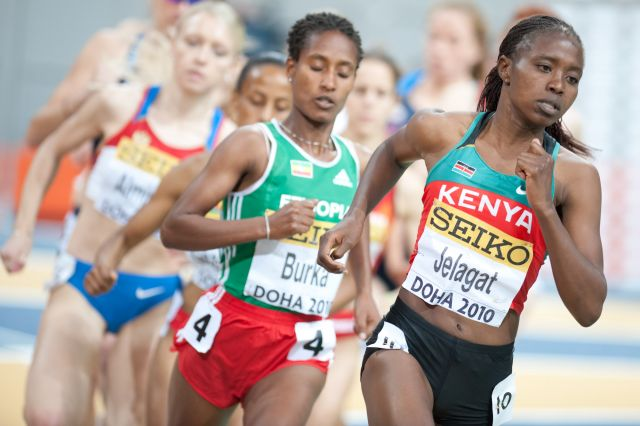
Irene Jelagat Rang elf in 4:27,36 min
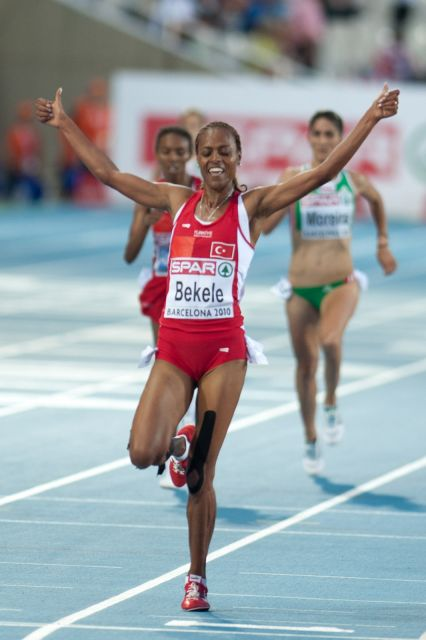
Die gedopte Alemitu Bekele schied als ursprüngliche Elfte ihres Vorlaufs aus

### Vorlauf 3
18. August 2009, 12:23 Uhr
| Platz | Name                  | Nation                       | Zeit (min)                                         |
| ----- | --------------------- | ---------------------------- | -------------------------------------------------- |
| 1     | Nancy Jebet Langat    | Kenia                        | 4:08,16                                            |
| 2     | Kalkidan Gezahegne    | Äthiopien                    | 4:08,23                                            |
| 3     | Christin Wurth-Thomas | USA                          | 4:08,23                                            |
| 4     | Sylwia Ejdys          | Polen                        | 4:08,59                                            |
| 5     | Sonja Roman           | Slowenien                    | 4:08,65                                            |
| 6     | Hanna Mischtschenko   | Ukraine                      | 4:09,26                                            |
| 7     | Iris Fuentes-Pila     | Spanien                      | 4:09,71                                            |
| 8     | Adrienne Herzog       | Niederlande                  | 4:10,10 eigentlich für das Halbfinale qualifiziert |
| 9     | Siham Hilali          | Marokko                      | 4:10,57                                            |
| 10    | Deirdre Byrne         | Irland                       | 4:12,19                                            |
| 11    | Stephanie Twell       | Großbritannien               | 4:18,23                                            |
| 12    | Slađana Perunović     | Montenegro                   | 4:28,67                                            |
| 13    | Francine Nzilampa     | Demokratische Republik Kongo | 4:30,56 NR                                         |
| DOP   | Anna Alminowa         | Russland                     | für das Halbfinale zugelassen                      |

Im dritten Vorlauf ausgeschiedene Läuferinnen:

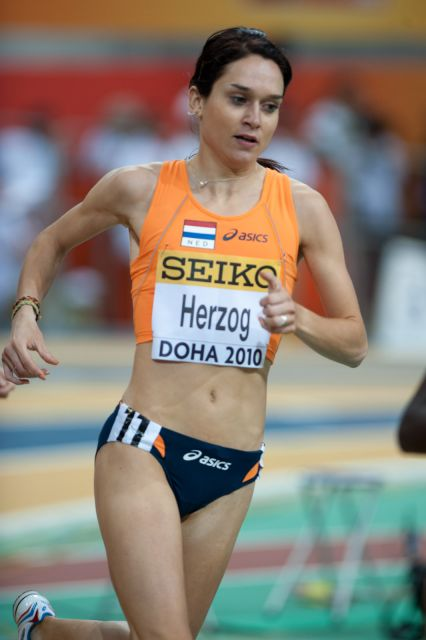
Adrienne Herzog schied in der Vorrunde aus, weil eine gedopte Athletin vor ihr lag
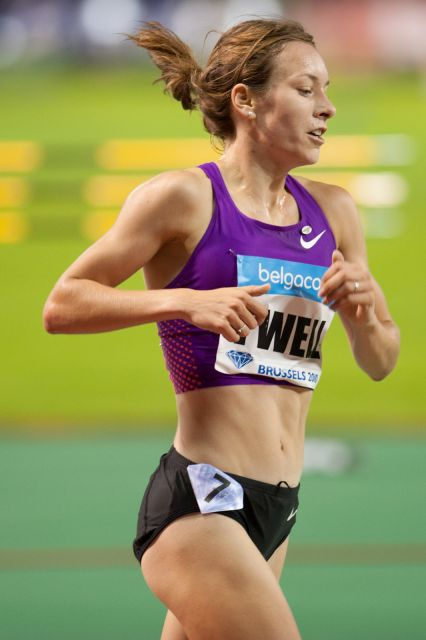
Stephanie Twell Rang elf in 4:18,23 min
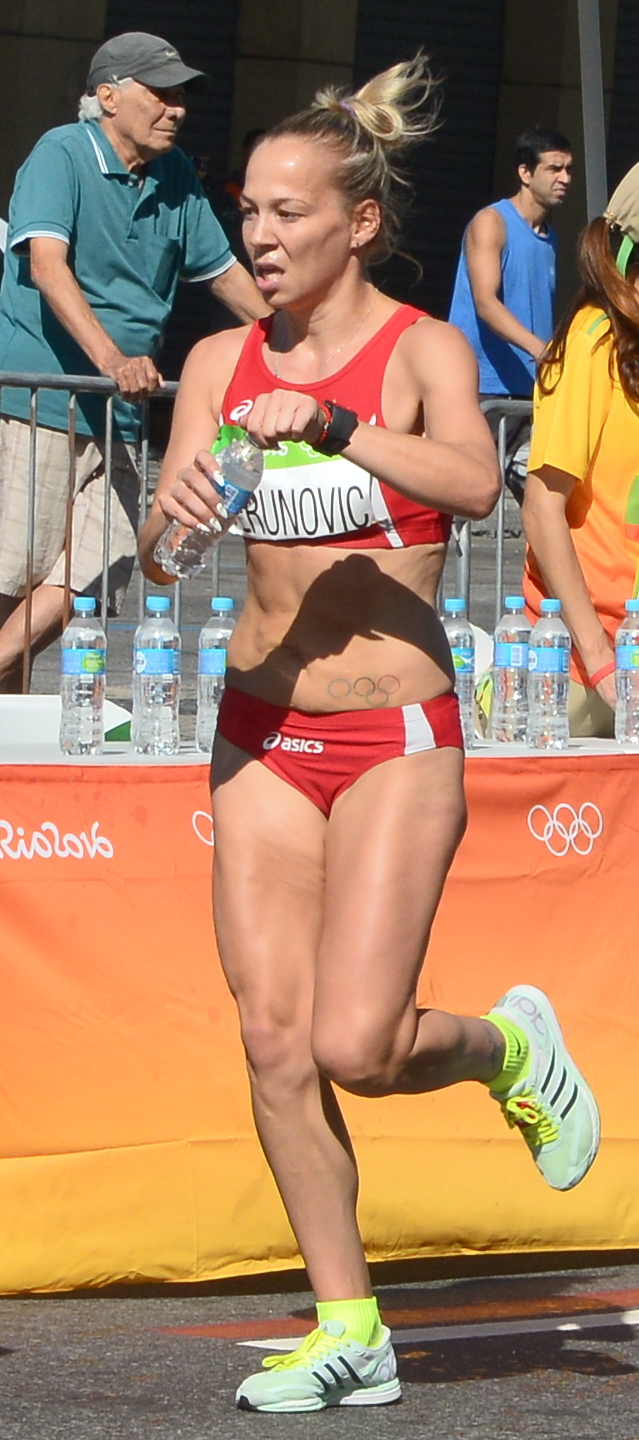
Slađana Perunović Rang zwölf in 4:28,67 min

## Halbfinale
In den beiden Halbfinalläufen qualifizierten sich die jeweils ersten fünf Athletinnen – hellblau unterlegt – sowie die darüber hinaus zwei zeitschnellsten Läuferinnen – hellgrün unterlegt – für das Finale.

### Halbfinallauf 1
21. August 2009, 20:40 Uhr
| Platz | Name                  | Nation         | Zeit (min)                                     |
| ----- | --------------------- | -------------- | ---------------------------------------------- |
| 1     | Maryam Yusuf Jamal    | Bahrain        | 4:03,64                                        |
| 2     | Natalia Rodríguez     | Spanien        | 4:03,73                                        |
| 3     | Lisa Dobriskey        | Großbritannien | 4:03,84                                        |
| 4     | Christin Wurth-Thomas | USA            | 4:04,16                                        |
| 5     | Kalkidan Gezahegne    | Äthiopien      | 4:04,75                                        |
| 6     | Lidia Chojecka        | Polen          | 4:06,53                                        |
| 7     | Viola Jelagat Kibiwot | Kenia          | 4:06,88 eigentlich für das Finale qualifiziert |
| 8     | Iris Fuentes-Pila     | Spanien        | 4:07,10                                        |
| 9     | Sonja Roman           | Slowenien      | 4:07,20                                        |
| 10    | Btissam Lakhouad      | Marokko        | 4:08,72                                        |
| 11    | Hanna Mischtschenko   | Ukraine        | 4:11,02                                        |
| 12    | Irina Krakowiak       | Litauen        | 4:12,54                                        |
| DOP   | Natalja Jewdokimowa   | Russland       | für das Finale zugelassen                      |

Im ersten Halbfinale ausgeschiedene Läuferinnen:

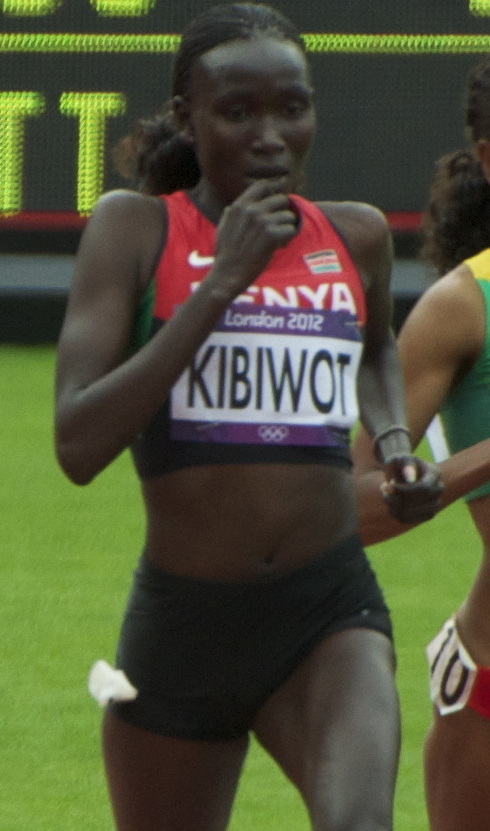
Viola Jelagat Kibiwot wäre nach Disqualifikation der hier gedopten Läuferinnen im Finale startberechtigt gewesen
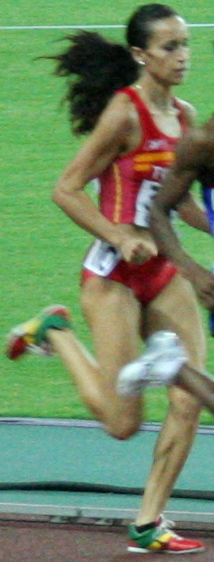
Iris Fuentes-Pila Rang acht in 4:07,10 min
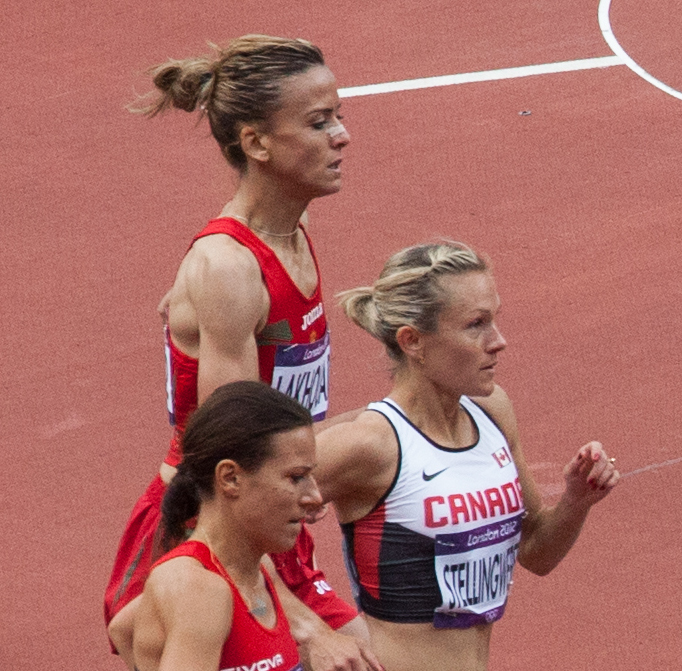
Btissam Lakhouad (innen) Rang zehn in 4:08,72 min
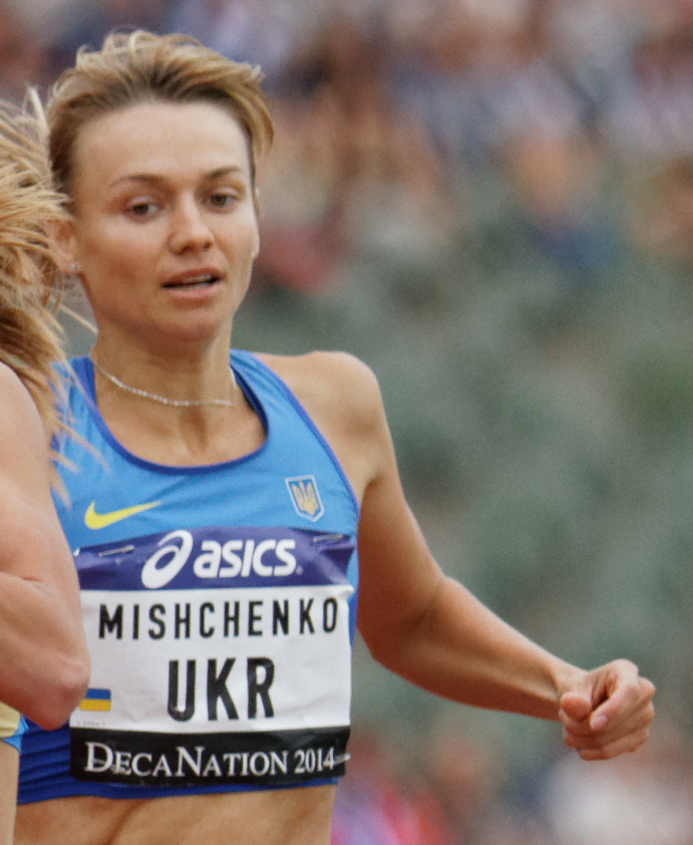
Anna Mischtschenko Rang elf in 4:11,02 min

### Halbfinallauf 2
21. August 2009, 20:49 Uhr
| Platz | Name                   | Nation     | Zeit (min)                                     |
| ----- | ---------------------- | ---------- | ---------------------------------------------- |
| 1     | Gelete Burka           | Äthiopien  | 4:10,19                                        |
| 2     | Anna Willard           | USA        | 4:10,47                                        |
| 3     | Shannon Rowbury        | USA        | 4:10,51                                        |
| 4     | Nuria Fernández        | Spanien    | 4:10,64                                        |
| 5     | Nikki Hamblin          | Neuseeland | 4:10,96 eigentlich für das Finale qualifiziert |
| 6     | Nancy Jebet Langat     | Kenia      | 4:11,10                                        |
| 7     | Hind Dehiba Chahyd     | Frankreich | 4:11,22                                        |
| 8     | Sylwia Ejdys           | Polen      | 4:11,33                                        |
| 9     | Mimi Belete            | Bahrain    | 4:13,30                                        |
| DNF   | Iryna Lischtschynska   | Ukraine    |                                                |
| DOP   | Mariem Alaoui Selsouli | Marokko    | für das Finale zugelassen                      |
| DOP   | Anna Alminowa          | Russland   |                                                |
| DNS   | Meskerem Assefa        | Äthiopien  |                                                |

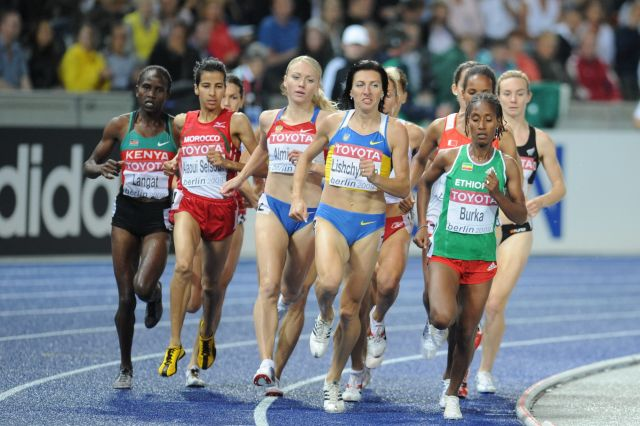
Die Läuferinnen im zweiten Halbfinale kurz vor einer engen Entscheidung

Im zweiten Halbfinale ausgeschiedene Läuferinnen:

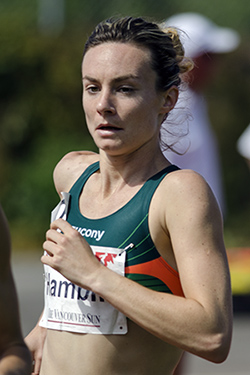
Nikki Hamblin wurde durch Dopingbetrug einiger Konkurrentinnen um den Finaleinzug gebracht
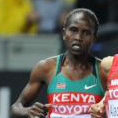
Nancy Jebet Langat Rang sechs in 4:11,10 min
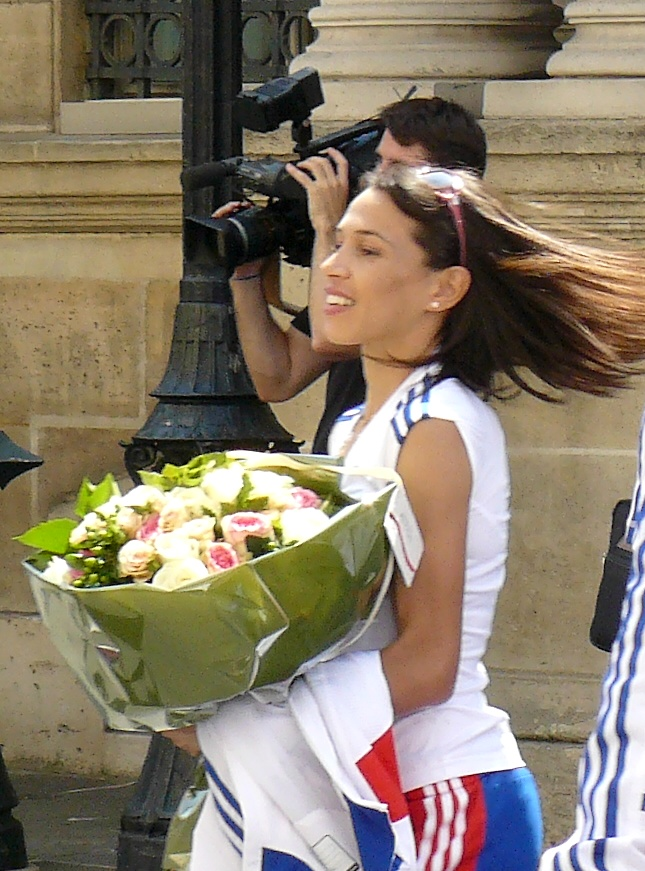
Hind Dehiba Chahyd Rang sieben in 4:11,22 min
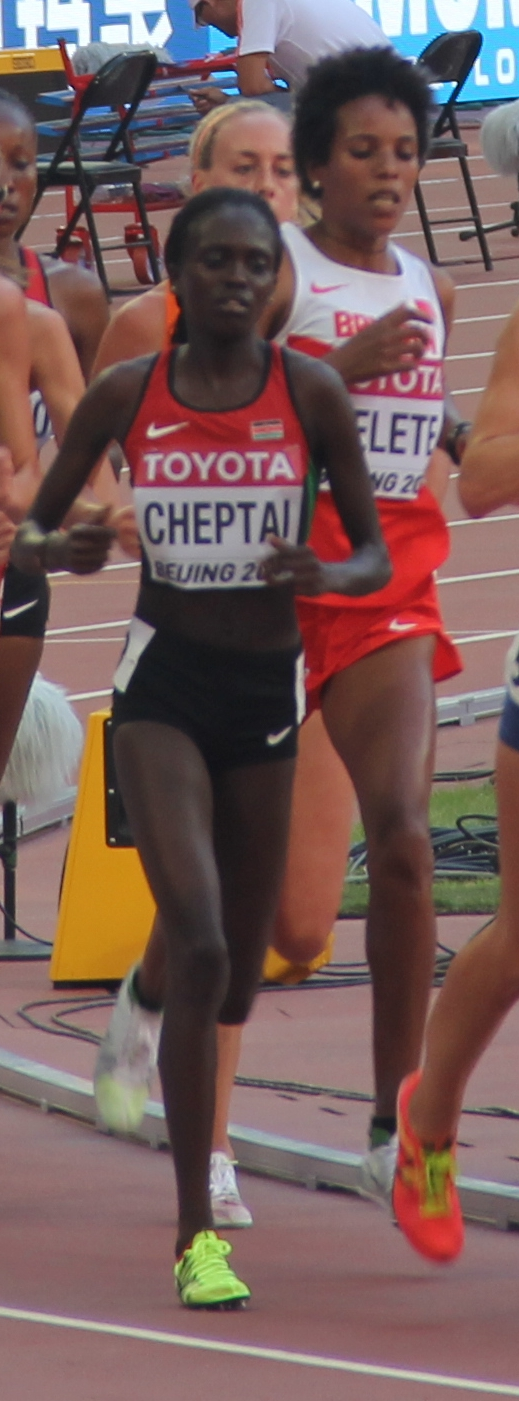
Mimi Belete (rechts) Rang neun in 4:13,30 min

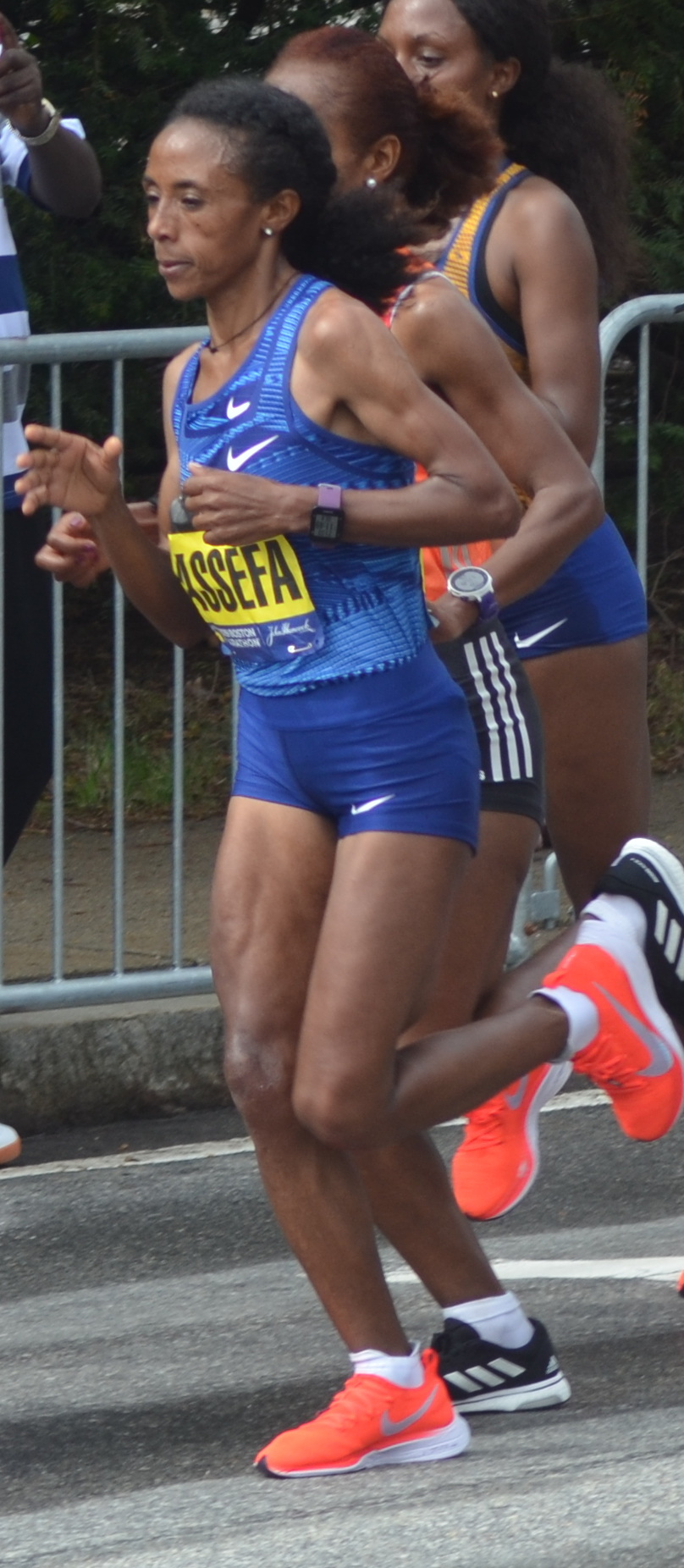
Meskerem Assefa verzichtete auf ihren Start im Halbfinale
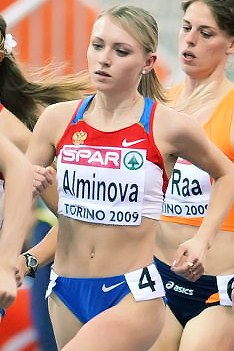
Anna Alminowa – eine von vier Dopingsünderinnen in diesem Wettbewerb

## Finale

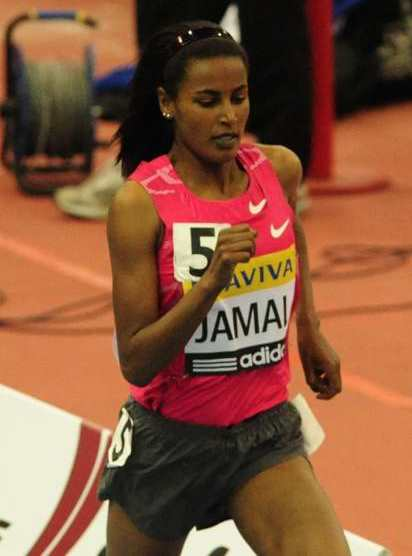
Erneuter Titelgewinn für Maryam Yusuf Jamal

23. August 2009, 17:00 Uhr
| Platz   | Name                   | Nation         | Zeit (min)                    |
| ------- | ---------------------- | -------------- | ----------------------------- |
| 1       | Maryam Yusuf Jamal     | Bahrain        | 4:03,74                       |
| 2       | Lisa Dobriskey         | Großbritannien | 4:03,75                       |
| 3       | Shannon Rowbury        | USA            | 4:04,18                       |
| 4       | Nuria Fernández        | Spanien        | 4:04,91                       |
| 5       | Christin Wurth-Thomas  | USA            | 4:05,21                       |
| 6       | Anna Willard           | USA            | 4:06,19                       |
| 7       | Lidia Chojecka         | Polen          | 4:07,17                       |
| 8       | Kalkidan Gezahegne     | Äthiopien      | 4:08,81                       |
| 9       | Gelete Burka           | Äthiopien      | 4:11,21                       |
| DSQ     | Natalia Rodríguez      | Spanien        | IAAF Rule 163.2 – Behinderung |
| DOP     | Natalja Jewdokimowa    | Russland       |                               |
| DNS/DOP | Mariem Alaoui Selsouli | Marokko        |                               |

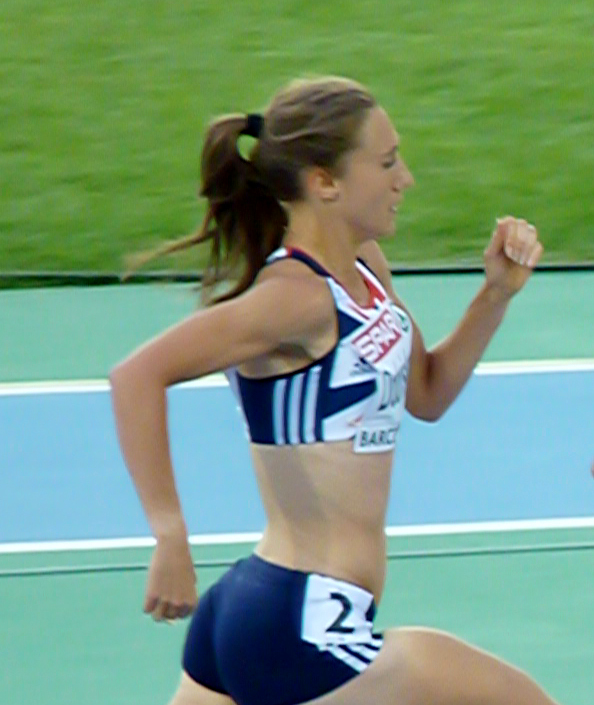
Vizeweltmeisterin Lisa Dobriskey
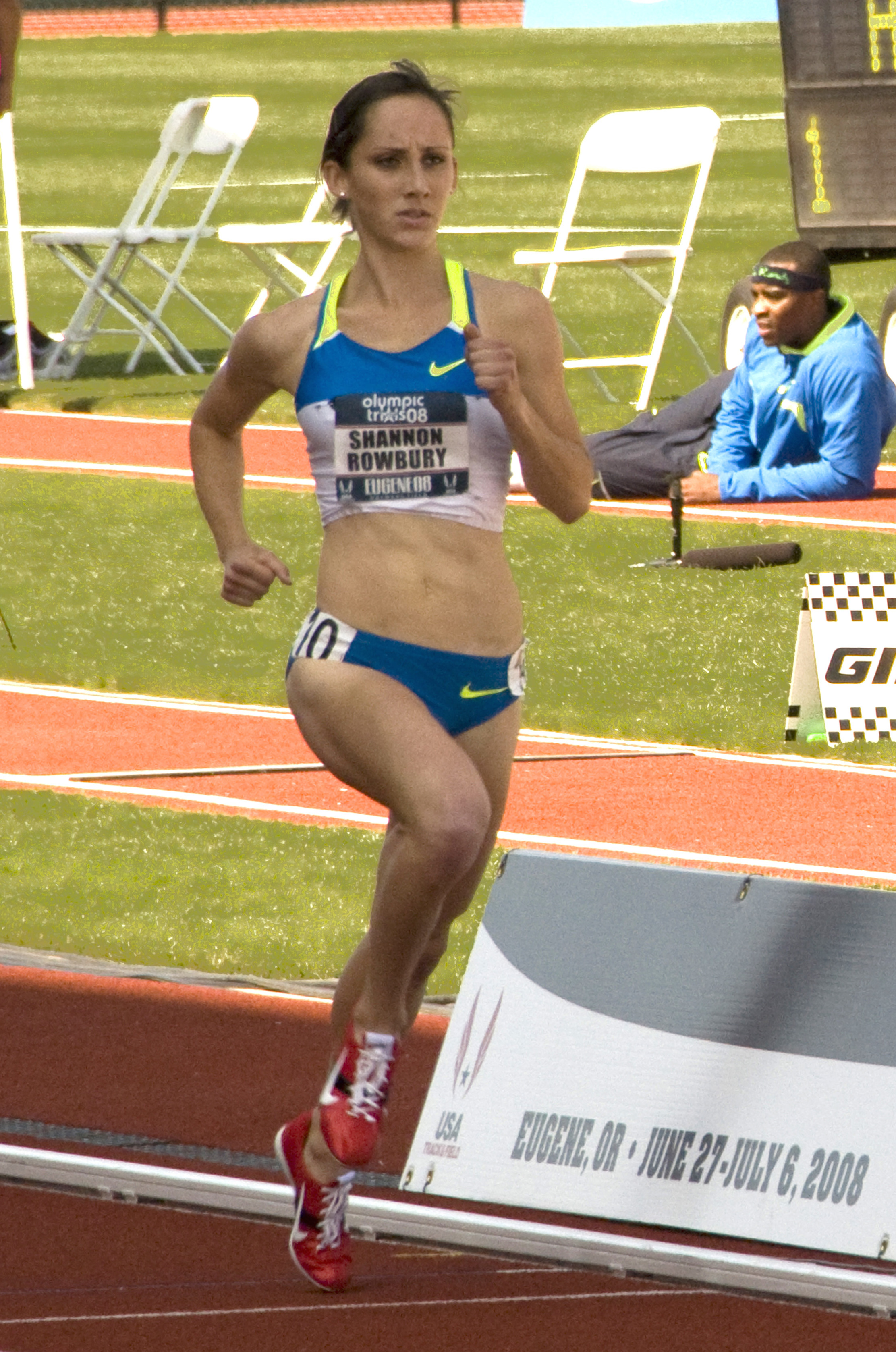
Bronzemedaillengewinnerin Shannon Rowbury
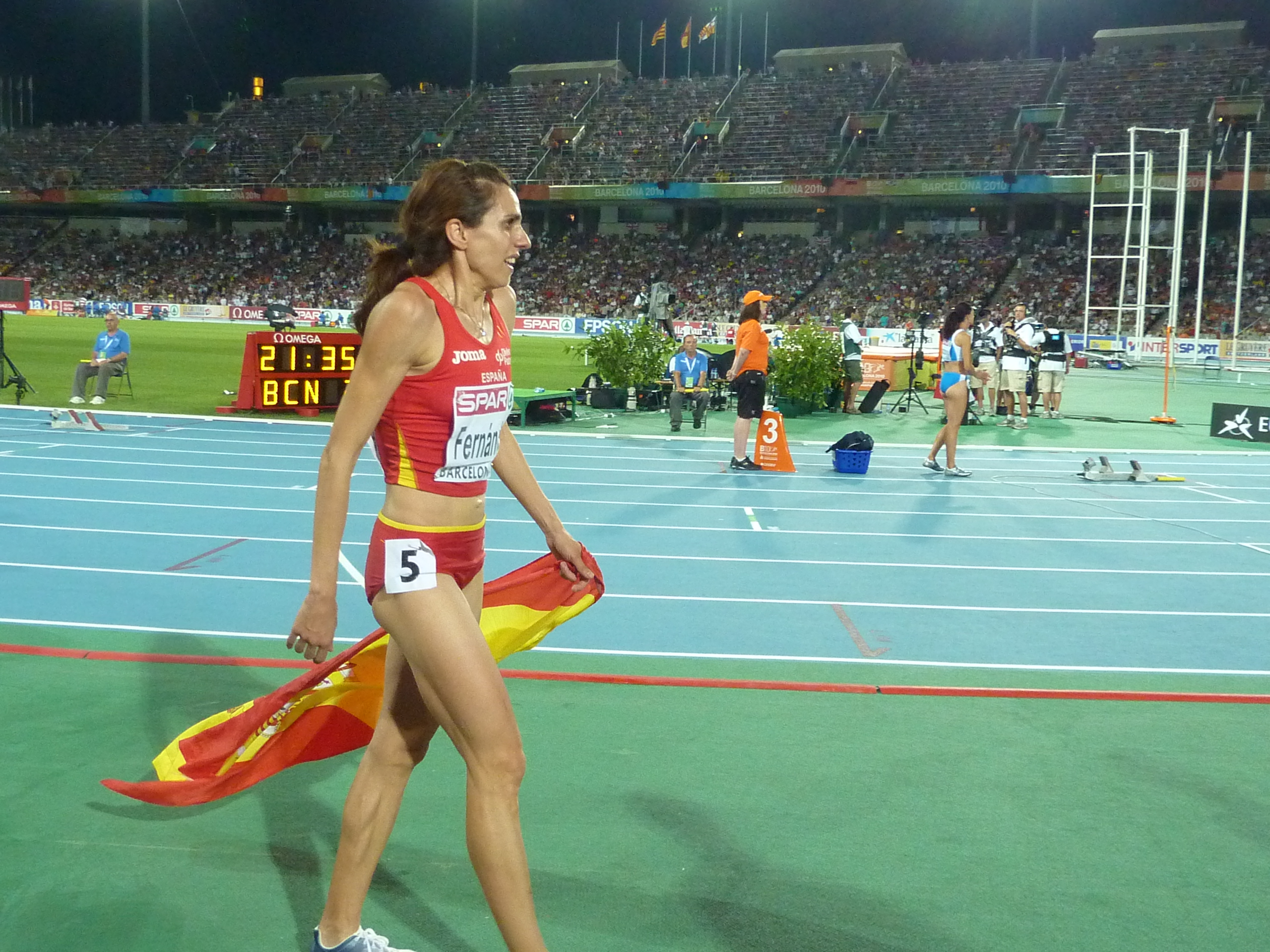
Nuria Fernández belegte Rang vier

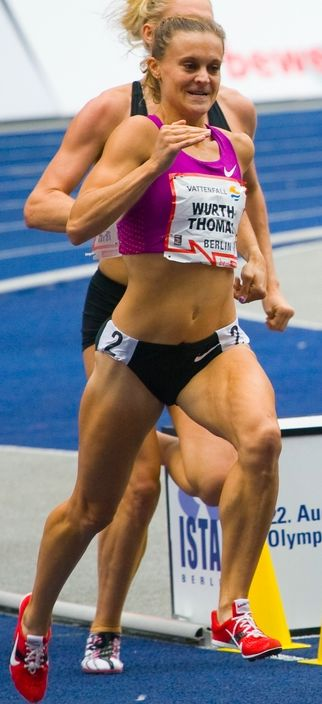
Rang fünf für Christin Wurth-Thomas
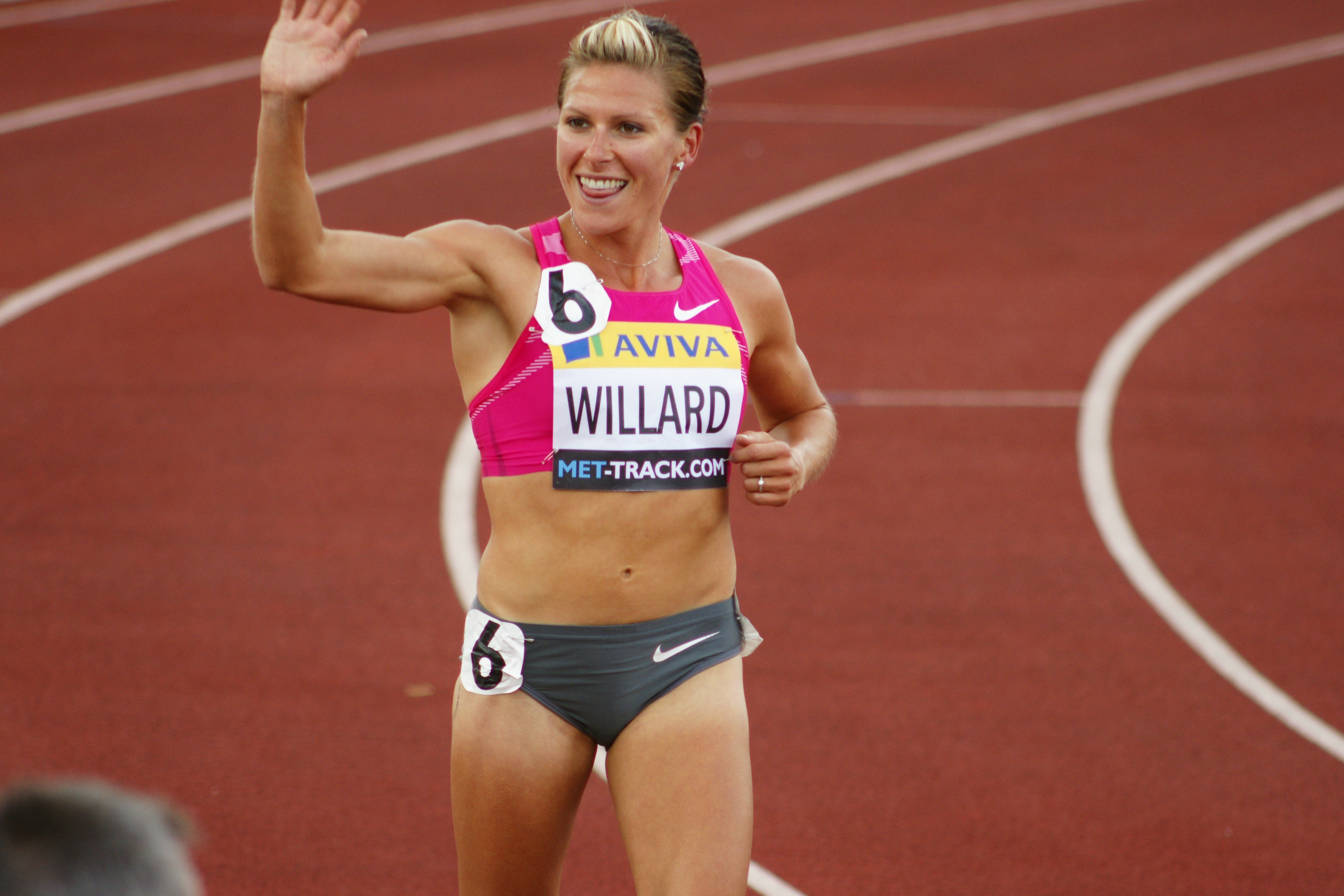
Anna Willard erreichte Platz sechs
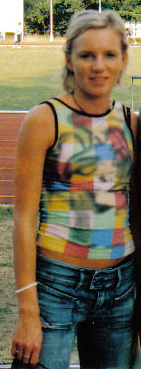
Lidia Chojecka wurde Siebte
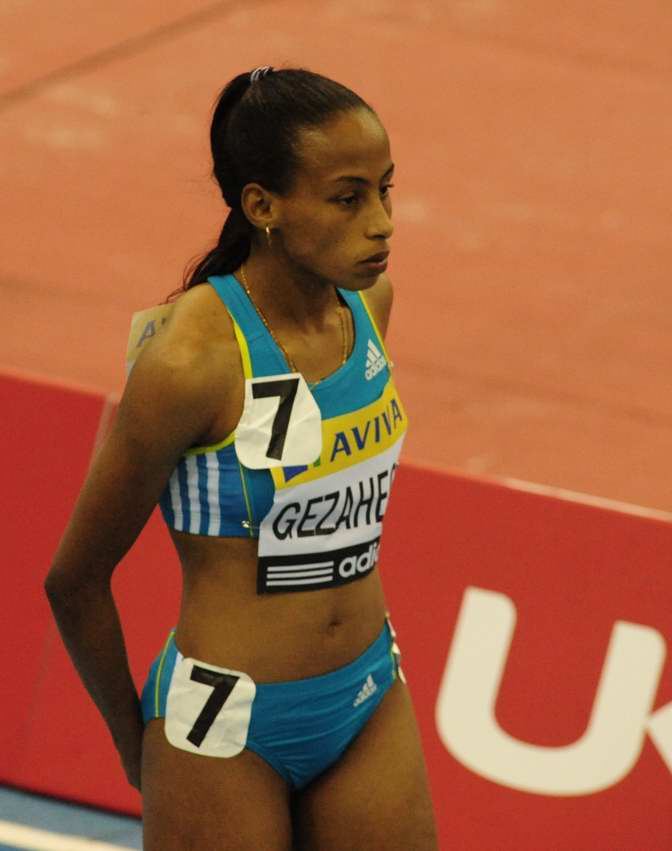
Kalkidan Gezahegne kam auf den achten Platz
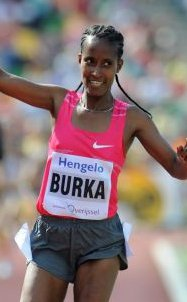
Die neuntplatzierte Gelete Burka
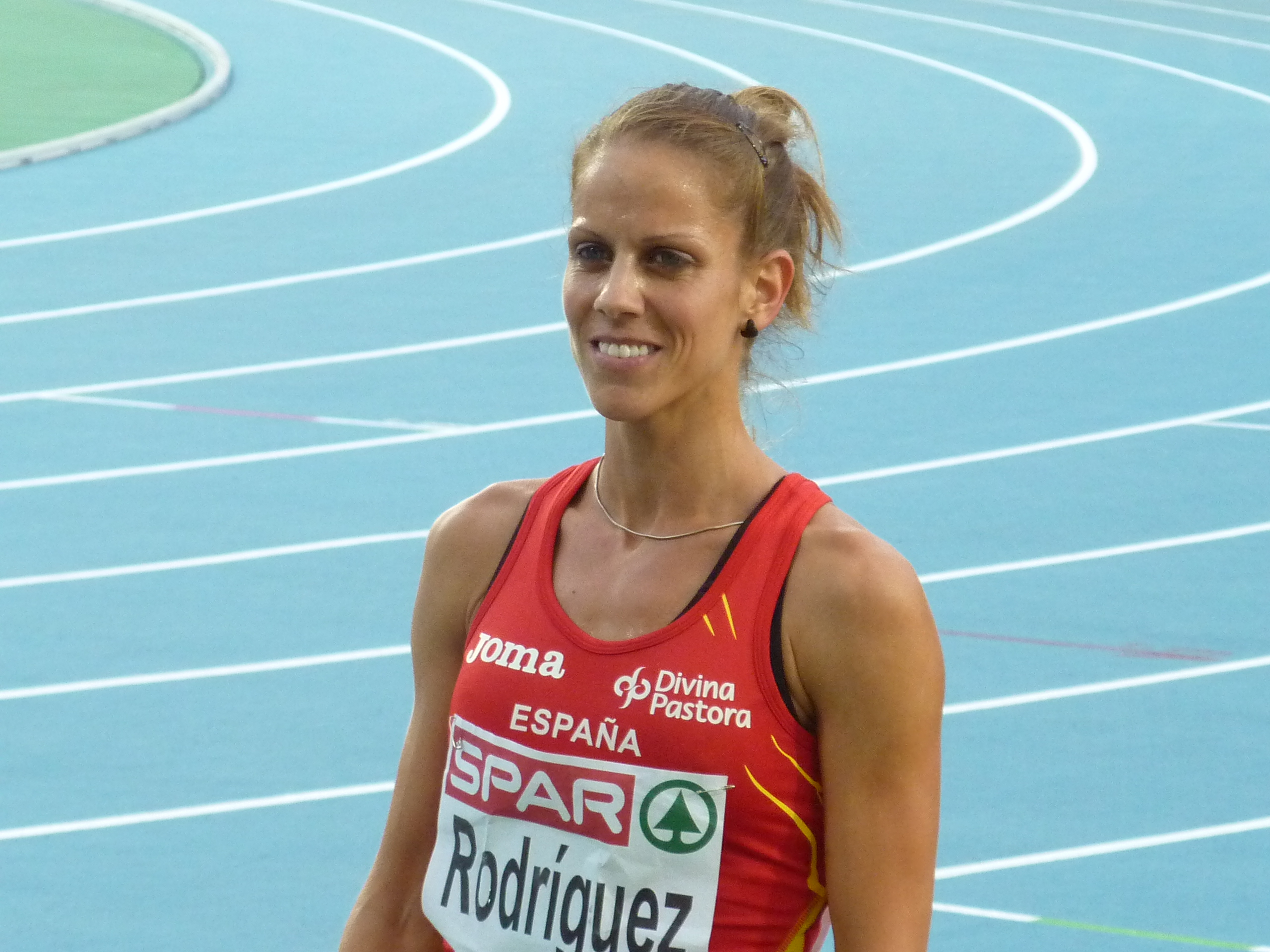
Natalia Rodríguez wurde wegen einer Behinderung disqualifiziert
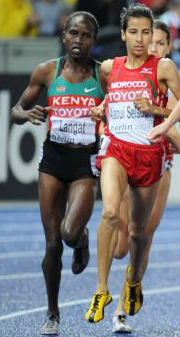
Mariem Alaoui Selsouli verzichtete nach einem positiven Dopingbefund auf einen Start im Finale

## Video
- Natalia Rodriguez gets disqualified from Women's 1500m (WC Athletics 2009), youtube.com, abgerufen am 2. Dezember 2020